# Fontana di piazza Campitelli
La fontana di piazza Campitelli si trova a Roma, in posizione molto decentrata nell'omonima stretta e lunga piazza.

## Storia

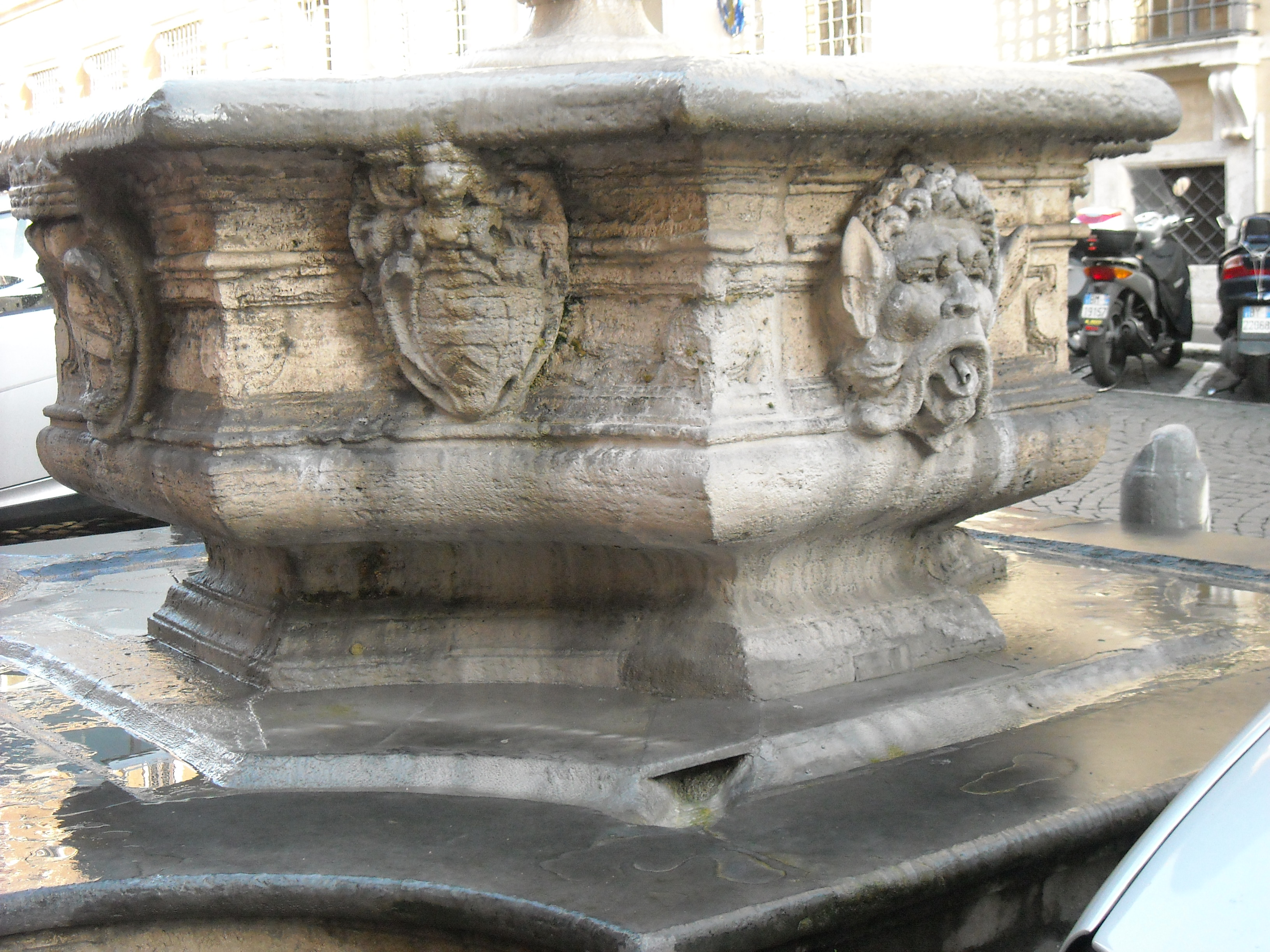
La vasca principale della fontana

Terminato nel 1587 il restauro ed il ripristino dell'antico Acquedotto alessandrino, chiamato da allora “Acqua Felice” (acqua è felice) dal nome del papa Sisto V, al secolo Felice Peretti, sotto il cui pontificato venne terminata l'opera, come era stato fatto in precedenza per l’Aqua Virgo, furono iniziati i lavori per una ramificazione sotterranea secondaria del condotto, in modo da assicurare l'approvvigionamento idrico delle zone dei colli Viminale e Quirinale, allora scarsamente serviti, proseguendo poi fino alla zona dell'isola Tiberina, e venne di conseguenza progettata anche l'edificazione di un certo numero di fontane.
Fu commissionata da papa Sisto V a Giacomo Della Porta, che nel 1589 ne realizzò il disegno. Si trattava di una vasca ottagonale in travertino, con i lati alternativamente rettilinei e concavi, al cui interno era posizionata una seconda vasca della stessa forma, più piccola ma molto più profonda, che conteneva al centro un catino circolare, sorretto da un elegante pilastro a forma di calice, da cui precipitava l'acqua. La struttura fu materialmente realizzata dallo scalpellino Pompilio De Benedetti.
L'opera venne inizialmente posizionata proprio davanti all'entrata della chiesa di Santa Maria in Portico in Campitelli da dove venne spostata nel 1675 in occasione dei lavori di ampliamento della chiesa stessa ma anche perché, si racconta, il vociare della gente che sostava intorno alla fontana disturbava le funzioni religiose.
Seguendo una prassi da poco inaugurata in occasione della realizzazione delle “Quattro Fontane”, anche quest'opera fu costruita con il finanziamento quasi totale delle quattro famiglie nobili che possedevano palazzi sulla piazza (gli Albertoni, i Capizucchi, i Muti e i Ricci), i cui stemmi vennero scolpiti sui lati concavi della tazza centrale. Su altri due lati si trovano le insegne comunali e gli ultimi due ospitano altrettanti mascheroni grotteschi con orecchie d'asino dalle cui bocche l'acqua precipita dalla tazza nella vasca di base.
La fontana è delimitata da otto colonnotti realizzati reimpiegando colonne antiche di marmi diversi (cipollino, granito d'Elba, bigio, pavonazzetto). È stata restaurata da Raffaele de Vico nel 1927 e di nuovo nel 1993.